# Róna-Tas András
Róna-Tas András (Budapest, 1931. december 30. –) Széchenyi-díjas magyar nyelvész, orientalista, egyetemi tanár, professor emeritus, a Magyar Tudományos Akadémia rendes tagja. A magyar őstörténet, a tibetológia, a turkológia és a mongolisztika területének neves kutatója. Segített megérteni a magyar nyelv és kultúra török elemeit. 1990 és 1992 között a József Attila Tudományegyetem rektora.

## Életpályája
1950-ben kezdte meg egyetemi tanulmányait az ELTE Bölcsészettudományi Kar muzeológus szakán. Másodéves korától néprajz-orientalista szakos. 1955-ben szerzett bölcsész diplomát. Tanárai Ligeti Lajos, Németh Gyula, Ortutay Gyula és Tálasi István voltak. 1958-ban szerzett egyetemi doktori címet tibetisztikai tárgyú disszertációjával. Melléktárgyai a mongolisztika és az egyetemes néprajz volt.
Diplomájának megszerzése után az Akadémiai Kiadó munkatársaként kezdett el dolgozni, ahol az Enciklopédia szerkesztésében segédkezett. 1956-tól az ELTE Belső-ázsiai Intézetében MTA-segédmunkatársként dolgozott. 1957-ben és 1958-ban két mongóliai expedícióban vett részt. 1960-ban államellenes szervezkedés vádjával eltávolították állásából, majd az Országos Széchényi Könyvtár (OSZK) Központi Katalógusának munkatársa lett, 1961-ben osztályvezetővé nevezték ki. 
1965-ben a Volga-vidéken tesz tanulmányutat, ahol a csuvasok és tatárok között gyűjt nyelvészeti és néprajzi adatokat. 1968-ban a József Attila Tudományegyetemen (JATE, ma: Szegedi Tudományegyetem) tudományos munkatársi megbízást kap. 1973-ban ismét a Volga-vidékre látogatott. 1973-ban megkapta címzetes egyetemi tanári, 1974-ben egyetemi tanári kinevezését és elindítja az ország első egyetemi altajisztikai képzését. 1984-ben az általa alapított önálló altajisztika tanszék vezetője lett. 
1990-ben az MTA és a JATE Magyar Őstörténeti Kutatócsoportjának vezetőjévé nevezték ki. Szintén 1990-ben az egyetem rektorává választották. Az egyetemet 1992-ig vezette. 1992 és 1993 között a Magyar Felsőoktatási Egyesületek Szövetsége elnöke volt. 2002-ben professor emeritus lett. 1999 és 2002 között Széchenyi professzori ösztöndíjjal kutatott.
1964-ben védte meg a tibeti és mongol nyelvészetről szóló nyelvtudományok kandidátusi, 1971-ben az altaji nyelvrokonsággal kapcsolatos akadémiai doktori értekezését. Az Orientalisztikai Bizottság és az MTA Szegedi Területi Bizottság tagja lett. 1990-ben megválasztották a Magyar Tudományos Akadémia levelező, 1995-ben rendes tagjává.
Fontos szerepet vállalt a magyar felsőoktatási akkreditációban. 1992 és 1994 között az Ideiglenes Országos Akkreditációs Bizottság elnöke volt, majd az akkreditációs rendszer megszilárdulásakor az Országos Akkreditációs Bizottság, illetve 2001-ig a Magyar Akkreditációs Bizottság (MAB, napjainkban Magyar Felsőoktatási Akkreditációs Bizottság) elnöke volt. 2001 és 2004 között a MAB tiszteletbeli elnöke volt, majd megválasztották a MAB általános alelnökévé. 2006-ban a Magyar Felsőoktatási Akkreditációs Bizottság felülvizsgálati bizottságának élére választották meg. 
A Csuvas Nemzeti Akadémia, a törökországi Atatürk Társaság és a Svéd Királyi Humán Tudományok Társaságának külföldi, a helsinki Finnugor Társaság tiszteleti tagja. A Szent István Akadémia is felvette tagjai sorába.
A Bonni Egyetem (1971–1972, 1985–1986) és a Bécsi Egyetem (1982–1983) vendégprofesszora volt. 1982 és 1989 között a Tibeti Tudományok Nemzetközi Társaság elnökeként is dolgozott, 1994-ben pedig megválasztották az Urál-Altaji Társaság alelnökévé, 2006-ban pedig elnökévé. 1996 és 2004 között az Acta Orientalia című tudományos szakfolyóirat főszerkesztője volt. 2005/6-ban a svéd Collegium for Advanced Studies in the Social Sciences meghívott kutatója.
A Mindentudás Egyeteme népszerű ismeretterjesztő sorozat keretében tartott előadást 2004. március elsején (Nép és nyelv – A magyarság kialakulása).

## Munkássága
Kutatási területe a tibeti, a mongol és a csuvas nyelv, valamint a magyar őstörténet és magyar nyelv török vonatkozásai.
Jelentős eredményeket ért el a honfoglalás előtti magyar–török kapcsolatok kutatásában, illetve a magyar etnogenezis (etnikai kialakulás) és az államalapítás kérdésében. 
Fontosak a keleti nyelvek (tibeti, török, mongol) történetével és nyelvjárásaival kapcsolatos (dialektológiai) kutatásai. A tibetológia területén a tibeti nyelvtörténet alapjait, a tibeti dialektusok (nyelvjárások) rendszerét és a modern tibeti nyelv fonémáinak alakulását vizsgálta. A mongolisztika területén a dariganga nyelvjárás, a Csinggisz-kán korabeli mongol nyelv, valamint a nomád népek néprajzának kérdéseivel és leírásával foglalkozik. Turkológiai kutatásaiban a csuvas nyelv történetét és forrásait, illetve a török nyelvek között elfoglalt helyét vizsgálja. Emellett az őstörök nyelvi rekonstrukciót (újjáépítést) kutatja. 
Nevéhez fűződik a magyar nyelv hangrendszerének kialakulásáról szóló monografikus feldolgozás. Az elmúlt évtizedben a mongollal távoli rokon kitaj írás és nyelv (10–13. század) megfejtésén dolgozik.  
38 könyv, többszáz tudományos mű szerzője vagy társszerzője, ebből száznál több publikációja idegen nyelven jelent meg.

## Családja
1958-ban nősült, felesége Veres Éva (1935–2020) orvos, gyermek-neurológus, az orvostudományok kandidátusa. Házasságukból egy fiúgyermek (Róna-Tas Ákos szociológus, University of California, San Diego, USA), illetve egy leánygyermek (Róna-Tas Ágnes orvos, belgyógyász-hematológus) született. Nyolc unokája van.

## Díjai, elismerései
- Kőrösi Csoma Sándor-díj (1985)
- Szent-Györgyi Albert-díj (1992)
- Alexander von Humboldt kutatási díj (1996)
- Indiana Egyetem Aranyérme (2001, USA)
- Klebelsberg Kunó-díj (2001)
- Pro Doctorandis-díj (2003)
- A Magyar Köztársasági Érdemrend tisztikeresztje (2003)
- Salkaházi Sára emlékérem (2006)
- Az Uppsalai Egyetem (Svédország) díszdoktora (2006)
- A Török Köztársaság Érdemrendje(wd) (2008)
- Széchenyi-díj (2012)
- Pázmány Péter érem (2015)

## Főbb publikációi
- A nyolcszirmú lótusz. Tibeti legendák és mesék; vál., ford., utószó, jegyz. Róna Tas András; Európa, Budapest, 1958
- Nomádok nyomában. Etnográfus szemmel Mongóliában; Gondolat, Budapest, 1961 (Világjárók)
- The Dariganga Dialect (1961)
- Po szledam kocsevnyikov; Moszkva, 1964
- Mongolia. Sladami nomadów; Warszawa, 1965
- Mokō no yubokonin wo tazunete; Tokyo, 1966
- Tibeto-Mongolica. The Tibetan loanwords of Monguor and the development of the archaic Tibetan dialects; Akadémiai, Budapest, 1966
- Thar-pa chen-po (1967)
- Középmongol eredetű jövevényszavak a csuvasban, 1-2.; Szegedi Ny., Szeged, 1972–1974
- Róna-Tas András–Fodor Sándor: Epigraphica Bulgarica. A volgai bolgártörök feliratok; JATE, Szeged, 1973 (Studia Uralo-Altaica)
- Bevezetés a magyar őstörténet kutatásának forrásaiba 1.; szerk. Hajdu Péter, Kristó Gyula, Róna-Tas András; Tankönyvkiadó, Budapest, 1976
- Bevezetés a magyar őstörténet kutatásának forrásaiba 2.; szerk. Hajdu P., Kristó Gy. Róna-Tas András; Tankönyvkiadó, Budapest, 1977
- Magyar őstörténeti tanulmányok; szerk. Bartha Antal, Czeglédy Károly, Róna-Tas András; Akadémiai, Budapest, 1977
- Bevezetés a csuvas nyelv ismeretébe; Tankönyvkiadó, Budapest, 1978
- A nyelvrokonság. Kalandozások a történeti nyelvtudományban; Gondolat, Budapest, 1978
- Kutatási módszerek és irányzatok a társadalomtudományokban. Szegedi bölcsészműhely '77; szerk. Róna-Tas András; JATE, Szeged, 1978
- Bevezetés a magyar őstörténet kutatásának forrásaiba 3.; szerk. Hajdu Péter, Kristó Gyula, Róna-Tas András; Tankönyvkiadó, Budapest, 1980
- Studies in Chuvash etymology, 1.; szerk. Róna-Tas András; JATE, Szeged, 1982 (Studia Uralo-Altaica)
- Chuvash studies; szerk. Róna-Tas András; Akadémiai–Harrassowitz, Budapest–Wiesbaden, 1982 (Bibliotheca orientalis Hungarica)
- A 80-as évek társadalomtudománya: eredmények és perspektívák; szerk. Róna-Tas András; JATE, Szeged, 1983
- Wiener Vorlesungen zur Sprach- und Kulturgeschichte Tibets; Arbeitskreis für Tibetische und Buddhistische Studien Universität Wien, Wien, 1985 (Wiener Studien zur Tibetologie und Buddhismuskunde)
- Language and history. Contributions to comparative Altaistics; JATE, Szeged, 1986 (Studia Uralo-Altaica)
- A csuvas nyelv vázlatos nyelvtana; Tankönyvkiadó, Budapest, 1987
- Mongolisches Lesebuch. Lesestücke in uigur-mongolischer Schrift mit grammatikalischen Bemerkungen; Arbeitskreis für Tibetische und Buddhistische Studien Universität Wien, Wien, 1988 (Wiener Studien zur Tibetologie und Buddhismuskunde)
- Németh Gyula; Akadémiai, Budapest, 1990 (A múlt magyar tudósai)
- An introduction to Turkology; JATE, Szeged, 1991 (Studia Uralo-Altaica)
- A kelet-európai pesszimizmus és a magyar felsőoktatás jövője. Rektori székfoglaló a József Attila Tudományegyetemen. 1991. február 14.; JATE, Szeged, 1992 (Rektori székfoglalók)
- A honfoglalás kori magyarság. Akadémiai székfoglaló. 1991. június 10. (1993)
- Robert Göbl–Róna-Tas András: Die Inschriften des Schatzes von Nagy-Szentmiklós. Eine paläographische Dokumentation; Verlag der Österreichischen Akademie der Wissenschaften, Wien, 1995 (Denkschriften Österreichische Akademie der Wissenschaften, Philosophisch-historische Klasse)
- A magyarság korai története. Tanulmányok; JATE, Szeged, 1995 (Magyar őstörténeti könyvtár)
- A honfoglaló magyar nép. Bevezetés a korai magyar történelem ismeretébe; fotó Hapák József; Balassi, Budapest, 1996
- A honfoglaló magyar nép. Bevezetés a korai magyar történelem ismeretébe; fotó Hapák József; 2. jav., bőv. kiad.; Balassi, Budapest, 1997
- Hungarians and Europe in the early Middle Ages. An introduction to early Hungarian history (A honfoglaló magyar nép); angolra ford. Bodóczky Miklós; CEU Press, Budapest, 1999
- Honfoglalás és népalakulás a középkori Eurázsiában; MTA, Budapest, 1999 (Székfoglalók a Magyar Tudományos Akadémián)
- Források a korai magyar történelem ismeretéhez; szerk. tan. Róna-Tas András; Balassi, Budapest, 2001 (Magyar őstörténeti könyvtár)
- A magyar doktori iskolák helyzete és jövője; MAB, Budapest, 2003
- Klaus Röhrborn–Róna-Tas András: Spätformen des zentralasiatischen Buddhismus (2005)
- Ligeti Lajos, 1902–1987. Elhangzott: 2002. október 28.; MTA, Budapest, 2006 (Emlékbeszédek az MTA elhunyt tagjai felett)
- Kis magyar őstörténet. A magyarok korai története az államalapításig; Balassi, Budapest, 2007[5]
- The world of the Khazars. New perspectives. Selected papers from the Jerusalem 1999 International Khazar Colloquium; szerk. Peter B. Golden, Haggai Ben-Shammai, Róna-Tas András; Brill, Leiden–Boston, 2007 (Handbook of Oriental studies Section eight Central Asia)
- Róna-Tas András–Berta Árpád: West old Turkic. Turkic loanwords in Hungarian, 1-2.; Harrassowitz, Wiesbaden, 2011 (Turcologica)
- Turkolojiye giriș; Ankara 2013
- Tibeto-Mongolica revisited. With a new introduction and selected papers on Tibetan linguistics; Global Oriental, Boston–Leiden, 2014
- Gyula Németh; Ankara, 2015
- Mongolija szledami nomadov; Moszkva, 2015
- Történetem nézetei. Család, pálya és filozófia. Egy magyar értelmiségi nyolc évtizede; szerzői, Budapest, 2018

### Bibliográfiák
- Kincses Nagy Éva: Róna-Tas András bibliográfiája 1955–1994; in: A magyarság korai története. Tanulmányok, 311-329 old.; Szeged, 1995 (Magyar Őstörténeti Könyvtár, 9.)
- Róna-Tas András műveinek bibliográfiája (1955–2012)
- Paulik Ágnes: Róna-Tas András bibliográfiája 1994–2001; in: Károly László–Kincses Nagy Éva (szerk.): Néptörténet – nyelvtörténet. A 70 éves Róna-Tas András köszöntése; SZTE, Szeged, 2001